# دریده (ترانه تیناشی)
«دریده» (به انگلیسی: Nasty، نَستی) ترانه‌ای از خواننده-ترانه‌پرداز آمریکایی تیناشی می‌باشد که در هفتمین آلبوم استودیویی وی تحت عنوان کوانتوم بیبی (۲۰۲۴) قرار دارد. این ترانه در ۱۲ آوریل سال ۲۰۲۴ به‌عنوان تک‌آهنگ اصلی آلبوم از سوی نایس لایف رکوردینگ کامپنی ریکی رید منتشر گردید.